# 開運鑑定團 (台灣)
參數所指定的目標頁面不存在，建議更正成存在頁面或直接建立下列一個頁面（建立前請先搜尋是否有合適的存在頁面可以取代）：
- 就是要開運

《開運鑑定團》（英語：Lucky Strike）為台灣電視史上第一部電視命理節目，節目主要以星座、手相、面相、心理測驗、塔羅牌為主題的節目，初期在每周一至周五的晚上九點到十點播出，現場除了主持人之外，每天會邀請不同來賓一起和觀眾進行命理、星座分析。2008年，第二任女主持人黃嘉千回鍋，並搭檔郁方，主持後繼節目《就是要開運》。

## 節目特色
《開運鑑定團》是台灣首部由電視節目與觀眾互動的命理節目，它雖然是屬於談話性質的節目，但是因為節目主題探討到有關命運、占卜方面的內容，引起不少觀眾收看以及相關週邊效應。
節目中最獨特的在於星座專家唐立淇老師，會在每段廣告之前講解第二天的星座運勢。
雖然是談話性節目，但是因為話題是時下年輕人喜愛的星座、命理，因此節目型態相當輕鬆。

## 歷屆主持人

### 李明依
李明依主持的階段是《開運鑑定團》最有生命力的階段，與當時的超視《命運好好玩》形成兩種不同的風格；典型的開場白：「開創人生好風景，時來運轉任我行。」

### 黃嘉千
黃嘉千主持的時期是屬於《開運鑑定團》成熟期，節目型態已經完全定型。黃嘉千是所有開運鑑定團節目主持人中最久的一任。

### 孫協志、僅雯
主持人黃嘉千隨製作人王鈞跳槽到東風後，《開運鑑定團》改由孫協志、 僅雯主持，此時期的節目型態已經改成靈異鬼怪。

### 孫協志、趙虹喬
女主持人僅雯請辭，由趙虹喬接棒。此時期同孫協志、僅雯時期；典型的開場白：「歡迎收看《開運鑑定團》之...解不開的謎。」

### 狄鶯
狄鶯主持時期的《開運鑑定團》常邀女藝人上節目大談遇鬼經驗及親子關係。

### 陳孝萱、苗可麗
陳孝萱、苗可麗主持時期的《開運鑑定團》常邀女藝人上節目談女性話題。

### 庹宗康、苗可麗
女主持人陳孝萱請辭，由庹宗康接棒，此時期的節目型態已完全定型成靈異節目。男主持人庹宗康因節目與三立節目《國光幫幫忙》時段相同，因此請辭《開運鑑定團》，之後並沒有再新進男主持人，一直由代班主持人搭配苗可麗，直到節目轉向年代MUCH台，其中代班最多次的男主持人是王耀慶跟李㼈。之後隨製作人王鈞回鍋後，《開運鑑定團》改版為《就是要開運》，庹宗康、苗可麗也成為《開運鑑定團》的末代主持人。之後原製作單位及主持人便轉向年代MUCH台，並改名為《新開運鑑定團》，男主持人則改由王耀慶接棒並搭配苗可麗。

## 命理老師
- 唐立淇：西洋占星學、塔羅牌。
- 黃友輔：手相、面相學。
- 侯德健：易經。
- 謝沅瑾：風水。
- 高祖寧：心理測驗。
- 李玉珮：易經占卜。
- 倪端：希臘占數。
- 寶靈：色彩占卜、塔羅牌。

## 討論內容
人際關係、工作、運勢。

## 製作團隊
前期製作人：王鈞。
後期製作人：梁赫群。

## 《開運鑑定團》餘絮
2006年《開運鑑定團》在製作人王鈞轉向東風衛視後，原班人馬亦一同轉向東風衛視同類型節目《開運萬事通》另起爐灶。
後王鈞重回東森綜合台，《開運萬事通》人員又一起回到東森再接命理節目《就是要開運》；但是節目製作壽命不長即停掉。而唐立淇、黃友輔、高祖寧又往年代MUCH台《大家來開運》繼續命理節目，但命理節目的趨勢已經難以挽回，不久《大家來開運》節目也停掉。
原《開運鑑定團》節目在王鈞回鍋後便轉向年代MUCH台，改名為《新開運鑑定團》。

## 相關節目
- 超級電視台：《命運好好玩》
- 東風衛視：《塔羅魔法心》
- 年代MUCH台：《命運大不同》

## 獎項紀錄
- 2002年第37屆電視金鐘獎以《开运鉴定团》李明依入围娛樂綜藝節目主持人獎。